# Pobeda (Lenin), Stînga Nistrului
Pobeda este un sat din cadrul comunei Lenin din Unitățile Administrativ-Teritoriale din Stînga Nistrului, Republica Moldova.
1. ↑  Victor Dragoș, Pobeda, UAT din Stînga Nistrului, Localitățile Republicii Moldova: itinerar documentar-publicistic ilustrat. Volumul 10: P[*], p. 542
2. ↑   http://date.gov.md/ro/system/files/resources/2015-11/coduri%20postale%20RM.xlsx Lipsește sau este vid: |title= (ajutor)